# جون ميشيل (كاتب)
جون ميشيل (بالإنجليزية: John Michell)‏ (9 فبراير 1933، لندن في المملكة المتحدة - 24 أبريل 2009 في المملكة المتحدة)؛ كاتب وروائي بريطاني.